# NGC 2476
NGC 2476 (również PGC 22260 lub UGC 4106) – galaktyka eliptyczna (E), znajdująca się w gwiazdozbiorze Rysia. Odkrył ją Édouard Jean-Marie Stephan 23 lutego 1878 roku.